# Liste des films numéro un par année en Allemagne
Cette liste présente les films ayant occupé la première place du box-office en Allemagne chaque année depuis 1968. Les chiffres de 1968 à 1985 sont des estimations, et comptabilise seulement les entrées de l'Allemagne de l'Ouest.
Pour chaque film, l'année indiquée est celle de sa sortie initiale en Allemagne, et le nombre d’entrées mentionné est celui réalisé lors de la 1re exploitation.
Par contre, les entrées réalisées lors des reprises ou ressorties d'un film ne sont pas prises en compte a posteriori. Par exemple, le score réalisé par Le Livre de la jungle en 1968 n'inclut pas les entrées cumulées lors de ses ressorties en 1979, 1987, 1996 et 2000. Attention donc aux scores totaux de certains films qui peuvent être trompeurs, notamment les dessins animés qui sont souvent concernés par ce phénomène.

## Liste chronologique
Par pays d'origine des films (pays producteur principal)
- États-Unis : 32 films
- Allemagne : 6 films
- Royaume-Uni : 6 films
- France : 4 films
- Italie : 2 films
- Nouvelle-Zélande : 2 films
- Total : 52 films

| Année | Titre                                                | Entrées    | Nationalité                        |
| ----- | ---------------------------------------------------- | ---------- | ---------------------------------- |
| 1968  | Le Livre de la jungle                                | 7 600 000  | États-Unis                         |
| 1969  | Il était une fois dans l'Ouest                       | 13 000 000 | Italie États-Unis                  |
| 1970  | Rapports intimes au collège de jeunes filles         | 7 000 000  | Allemagne de l'Ouest               |
| 1971  | Les Aristochats                                      | 5 250 000  | États-Unis                         |
| 1972  | On continue à l'appeler Trinita                      | 11 300 000 | Italie                             |
| 1973  | Papillon                                             | 8 500 000  | États-Unis                         |
| 1974  | L'Arnaque                                            | 6 100 000  | États-Unis                         |
| 1975  | Les Dents de la mer                                  | 7 000 000  | États-Unis                         |
| 1976  | Les Douze Travaux d'Astérix                          | 7 198 628  | France                             |
| 1977  | Les Aventures de Bernard et Bianca                   | 7 700 000  | États-Unis                         |
| 1978  | La Guerre des étoiles                                | 4 600 000  | États-Unis                         |
| 1979  | Le Gendarme et les Extra-terrestres                  | 5 600 000  | France                             |
| 1980  | L'empire contre-attaque                              | 5 052 176  | États-Unis                         |
| 1981  | Rox et Rouky                                         | 5 011 443  | États-Unis                         |
| 1982  | E.T. l'extra-terrestre                               | 7 666 017  | États-Unis                         |
| 1983  | Le Retour du Jedi                                    | 4 125 315  | États-Unis                         |
| 1984  | Police Academy                                       | 5 187 443  | États-Unis                         |
| 1985  | Otto – Der Film                                      | 8 783 766  | Allemagne de l'Ouest               |
| 1986  | Le Nom de la rose                                    | 5 896 891  | France Italie Allemagne de l'Ouest |
| 1987  | Dirty Dancing                                        | 9 074 317  | États-Unis                         |
| 1988  | Liaison fatale                                       | 4 683 631  | États-Unis                         |
| 1989  | Rain Man                                             | 6 007 188  | États-Unis                         |
| 1990  | Pretty Woman                                         | 10 625 337 | États-Unis                         |
| 1991  | Danse avec les loups                                 | 6 863 688  | États-Unis                         |
| 1992  | La Belle et la bête                                  | 5 181 419  | États-Unis                         |
| 1993  | Jurassic Park                                        | 9 367 216  | États-Unis                         |
| 1994  | Le Roi lion                                          | 11 333 217 | États-Unis                         |
| 1995  | Babe, le cochon devenu berger                        | 6 050 218  | États-Unis                         |
| 1996  | Independence Day                                     | 9 258 993  | États-Unis                         |
| 1997  | Men in Black                                         | 7 437 419  | États-Unis                         |
| 1998  | Titanic                                              | 18 081 331 | États-Unis                         |
| 1999  | Star Wars, épisode I : La Menace fantôme             | 8 044 788  | États-Unis                         |
| 2000  | American Pie                                         | 6 168 580  | États-Unis                         |
| 2001  | Harry Potter à l'école des sorciers                  | 12 565 007 | Royaume-Uni États-Unis             |
| 2002  | Le Seigneur des anneaux : Les Deux Tours             | 10 692 798 | Nouvelle-Zélande États-Unis        |
| 2003  | Le Seigneur des anneaux : Le Retour du roi           | 10 432 470 | Nouvelle-Zélande États-Unis        |
| 2004  | Space Movie : La Menace fantoche                     | 9 165 932  | Allemagne                          |
| 2005  | Harry Potter et la Coupe de feu                      | 8 009 941  | Royaume-Uni États-Unis             |
| 2006  | L'Âge de glace 2                                     | 8 747 671  | États-Unis                         |
| 2007  | Harry Potter et l'Ordre du phénix                    | 7 103 458  | Royaume-Uni États-Unis             |
| 2008  | Madagascar 2                                         | 6 059 265  | États-Unis                         |
| 2009  | Avatar                                               | 10 897 142 | États-Unis                         |
| 2010  | Harry Potter et les Reliques de la Mort - 1re partie | 5 835 503  | Royaume-Uni États-Unis             |
| 2011  | Harry Potter et les Reliques de la Mort - 2e partie  | 6 468 501  | Royaume-Uni États-Unis             |
| 2012  | Intouchables                                         | 9 140 334  | France                             |
| 2013  | Un prof pas comme les autres                         | 7 394 469  | Allemagne                          |
| 2014  | Honig im Kopf                                        | 7 274 964  | Allemagne                          |
| 2015  | Star Wars, épisode VII : Le Réveil de la Force       | 9 060 311  | États-Unis                         |
| 2016  | Rogue One: A Star Wars Story                         | 3 994 275  | États-Unis                         |
| 2017  | Un prof pas comme les autres 3                       | 6 108 107  | Allemagne                          |
| 2018  | Bohemian Rhapsody                                    | 3 966 276  | Royaume-Uni États-Unis             |
| 2019  | La Reine des neiges 2                                | 6 782 166  | États-Unis                         |
| 2020  | Bad Boys for Life                                    | 1 820 035  | États-Unis Mexique                 |
| 2021  | Mourir peut attendre                                 | 6 036 966  | Royaume-Uni États-Unis             |
| 2022  | Avatar : La Voie de l'eau                            | 8 110 776  | États-Unis                         |